# Onofrio Solari Bozzi
Onofrio Solari Bozzi (* 5. Januar 1931 in Belgrad; † 14. November 2015 in Rom) war ein italienischer Diplomat.

## Studium
1951 schloss er ein Studium der Politikwissenschaft an der Universität Paris ab.
1953 schloss er ein Studium der Rechtswissenschaft an der Universität La Sapienza ab.

## Werdegang
1955 trat er in den auswärtigen Dienst.
Von 1956 bis 1958 war er Vizekonsul in Zagreb.
Von 1958 bis 1961 war er Gesandtschaftssekretär zweiter Klasse in Bern.
Von 1961 bis 1965 war er Gesandtschaftssekretär erster Klasse in Rabat (Marokko).
Von 1965 bis 1968 wurde er in der Abteilung Wirtschaft in Amerika sowie Weltraumzusammenarbeit im Ministerium für auswärtige Angelegenheiten und internationale Zusammenarbeit (Italien) beschäftigt.
Von 1968 bis 1975 war er Botschaftsrat erster Klasse in Bonn.
Von 1975 bis 1978 hatte er Exequatur als Generalkonsul in Philadelphia.
Von 1978 bis 1982 war er Botschafter in Accra (Ghana) und war zeitgleich in Porto-Novo (Benin) und Lomé (Togo) akkreditiert.
Von 1982 bis 1984 leitete er die Abteilung Vereinte Nationen im Außenministerium.
Von 1984 bis 1985 leitete er die Planungsabteilung des Außenministerium.
1985 bekleidete er das Amt des Diplomatischen Beraters des Präsidenten des italienischen Senats und wurde zum außerordentlichen Gesandten und Ministre plénipotentiaire ernannt.
Von 15. November 1988 bis 1991 war er Botschafter in Bern.
Von 1991 bis 1996 war er Botschafter in Stockholm.
Mit einem Großkreuz war er in den Verdienstorden der Italienischen Republik aufgenommen worden.